# Сутай Хайрхан уул
Сутай Хайрхан уул е планина в Монголия, разположена в Гобийски Алтай.
Най-високият връх е с височина от 4090 или 4220 метра над морското равнище. Извира тук Дзуклийн гол, която се влива в езерото Тонхил Нуур.